# Embrach
Embrach is een gemeente en plaats in het Zwitserse kanton Zürich, en maakt deel uit van het district Bülach.
Embrach telt 8404 inwoners.

## Geboren
- Ábrahám Ganz (1815-1867), ijzergieter, machine- en technisch ingenieur